# Eupatula macfarlanei
Eupatula macfarlanei är en fjärilsart som beskrevs av Butler 1876. Eupatula macfarlanei ingår i släktet Eupatula och familjen nattflyn. Inga underarter finns listade i Catalogue of Life.